# Dioni
Dioni, właśc. Dionisio Emanuel Villalba Rojano (ur. 21 grudnia 1989 w Maladze) – hiszpański piłkarz występujący na pozycji napastnika w klubie Málaga CF.

## Kariera klubowa
Grę w piłkę nożną rozpoczął w amatorskim klubie CD Torremoya z rodzinnej Malagi. Następnie trenował w zespołach młodzieżowych CD Puerto de la Torre, Málaga CF oraz Realu Murcia. W sezonie 2008/09 rozpoczął grę na poziomie seniorskim w Murcia Deportivo CF, dla którego zdobył na poziomie Tercera División 11 bramek w 30 występach. W kolejnym sezonie reprezentował występujący w Segunda División B klub Caravaca CF, w barwach którego zaliczył 34 spotkania i strzelił 11 goli.
Przed sezonem 2010/11 został zawodnikiem Deportivo La Coruña trenowanego przez Miguela Ángela Lotinę. 23 września 2010 zadebiutował w Primera División w przegranym 0:1 meczu przeciwko Villarreal CF, w którym wszedł na boisko w 67. minucie za Adriána Lópeza. Łącznie zaliczył w hiszpańskiej ekstraklasie 4 występy, większość trwania sezonu spędzając w zespole trzecioligowych rezerw. Latem 2011 roku odszedł do Cádiz CF, gdzie grał przez rok. W czerwcu 2012 roku podpisał kontrakt z Udinese Calcio, jednak nie rozegrał w barwach tego klubu żadnego ligowego meczu, będąc wypożyczanym do CD Leganés, Hércules CF oraz Cádiz CF.
Latem 2014 roku Dioni został przez właścicieli Udinese, rodzinę Pozzo, wytransferowany do należącego do nich klubu Granada CF. Również w tym przypadku nie zaliczył on ani jednego występu, cały okres trwania kontraktu spędzając na wypożyczeniach do CD Leganés, Realu Oviedo (awans do Segunda División w sezonie 2014/15) i Racingu Santander. W lipcu 2016 roku podpisał trzyletnią umowę z CF Fuenlabrada. W sezonach 2016/17 i 2017/18, z odpowiednio: 24 i 21 bramkami został najskuteczniejszym strzelcem grupy 2 Segunda División B i znacząco przyczynił się do dwukrotnego awansu swojej drużyny do fazy play-off. W grudniu 2017 roku w spotkaniu przeciwko Coruxo FC (7:0) w ciągu 55 minut zdobył 5 bramek. Ogółem rozegrał dla Fuenlabrady 72 mecze, w których strzelił 45 goli.
1 sierpnia 2018 podpisał dwuletnią umowę z Lechem Poznań prowadzonym przez Ivana Đurđevicia. 12 sierpnia zadebiutował w Ekstraklasie w wygranym 4:0 spotkaniu z Zagłębiem Sosnowiec. Po rundzie jesiennej sezonu 2018/19, w której rozegrał 7 spotkań bez zdobytego gola, odszedł do klubu Cultural y Deportiva Leonesa (Segunda División B).